# Йосі Бейлін
Йо́сі Бе́йлін (івр. יוסי ביילין; нар. 12 червня 1948, Петах-Тіква) — ізраїльський політик, громадський діяч, депутат кнесету кількох скликань. Виступає за якнайшвидше вирішення арабо-ізраїльського конфлікту і створення Палестинської держави.

## Біографія

### Ранні роки
У 19 років був призваний до ЦАГАЛЬ. Брав участь в Шестиденній війні 1967 року. У 1973 році як резервіст брав участь у Війні Судного дня на Голанських висотах. За свідченням Бейліна, після війни він перестав дотримуватися традицій юдейської релігії і став прихильником мирного вирішення арабо-ізраїльського конфлікту.
Навчався в Тель-авівському університеті. У 1972 році отримав ступінь бакалавра з єврейської літератури і політології, а в 1976 році — ступінь магістра з політології. У 1969—1977 рр.. Бейлін працював журналістом у газеті «Давар». У 1972—1985 рр. читав лекції з політології в Тель-Авівському університеті. У 1981 р. отримав ступінь доктора філософії, написав дисертацію про ізраїльську політичного життя в 1967–1973 рр..
Погляди і політична кар'єра
Бейлін неодноразово висловлювався за необхідність повного відступу з усіх окупованих палестинських територій, захоплених Ізраїлем у ході війни в 1967 року і за укладення всеосяжного мирного договору з арабськими країнами.
У 1977–1984 роках Бейлін відповідав за зв'язок з пресою ізраїльської партії Авода. Він став одним з найближчих послідовників Шимона Переса.
У 1984–1986 рр. Бейлін займав пост секретаря уряду. У 1986—1988 рр. обіймав посаду директора політичного департаменту в МЗС Ізраїлю.
У 1988 р. Бейлін був обраний до кнесету 12-го скликання за списком лівого блоку Маарах, був заступником міністра фінансів. Він став одним з лідерів групи з восьми молодих депутатів Кнесету від Маараха, в яку, поряд з ним, входили Хаїм Рамон, Амір Перец, Авраам Бург та інші.
Після відходу з уряду Бейлін став одним з керівників Фонду спільної економічної діяльності, який підтримував проєкти, спрямовані на арабсько-єврейське зближення. У 1992 р. Бейлін отримав посаду заступника міністра закордонних справ в уряді Шимона Переса. Він зіграв велику роль в організації та проведенні таємних переговорів з представниками Організації визволення Палестини, результатом яких стало укладення 20 серпня 1993 угоди в Осло. У 1995 р. став міністром економіки та планування, потім — міністром у міністерстві глави уряду.
У 1994–1996 рр. Бейлін вів переговори з одним з лідерів Палестинської автономії Абу-Мазеном, в результаті яких було укладено угоду, прийняту як базу для майбутнього договору про врегулювання конфлікту. У 1997 р. виставив свою кандидатуру на пост глави партії Авода, але програв праймеріз Егуду Бараку. У 1999 році Бейлін отримав посаду міністра юстиції, а в 2000 році також портфель міністра у справах релігій. У 2001 р. Бейлін виступав проти вступу Ізраїльської робітничої партії до уряду національної єдності на чолі з Аріелем Шароном. У зв'язку з цими протиріччям Бейлін вийшов з партії Авода і перейшов до партії Мерец.

### Політична діяльність після виходу з партії Авода
Бейлін був головою групи ізраїльських інтелектуалів лівого спрямування, які вели неофіційні переговори з групою інтелектуалів і політичних діячів Палестинської автономії. 1 грудня 2003 у Женеві між двома групами було укладено неофіційне угоду, відому як «Женевська ініціатива». Угода передбачала майже повний відступ Ізраїлю з окупованих територій до кордонів 1967 р., Ліквідацію більшості єврейських поселень на цих територіях, створення столиці палестинської держави у Східному Єрусалимі. Палестинські біженці, відповідно до угоди, повинні мати беззастережне право на повернення в Палестинську державу, квоту на повернення біженців до Ізраїлю має, відповідно до угоди, визначати виключно держава Ізраїль. Ця угода, викликало критику в Ізраїлі.
На початку 2004 р. МЕРЕЦ і рух Шахар створений Бейліном в 2002 р., об'єдналися в партію Яхад, головою якої став Бейлін. Бейлін виступав з критикою плану Аріеля Шарона по односторонньому розмежуванню, наполягаючи на тому, що вихід Ізраїлю з Гази можливий тільки в рамках повноцінного і остаточної угоди з Палестинською національною адміністрацією, як передбачала «Женевська ініціатива». Односторонній вихід розглядався Бейлін як «заохочення терористів» і поступка ХАМАСу. Бейлін так само піддав критиці будівництво розділового бар'єру між Ізраїлем і Західним Берегом. Бейлін очолив список партії Мерец-Яхад на вибори в Кнесет 17-го скликання, що отримала п'ять мандатів. Партія залишалася в опозиції до уряду Ехуда Ольмерта. Після поразки партії Мерец на виборах 2009 року Бейлін оголосив про свій відхід з політики.

### Пропозиція щодо полегшення гіюру
Бейлін запропонував законопроєкт, згідно з яким євреями вважалися б також ті громадяни Ізраїлю, в яких єврей лише батько (нині євреями визнаються тільки люди, чия мати була єврейкою). Так само він запропонував так званий «світський гіюр» для громадян Ізраїлю неєврейської національності, в результаті якого кожен міг би приєднається до єврейського народу без складної процедури ортодоксального релігійного гіюру. Такий законопроєкт полегшив би положення багатьох іммігрантів з колишнього СРСР, які не будучи євреями згідно з релігійним законом не мають можливості вступити в Ізраїлі в шлюб. Однак комітет уряду Ізраїлю за законодавством відхилив цей законопроєкт.

### Інша діяльність
Бейлін приділяв велику увагу відносинам Ізраїлю з євреями інших країн. У 1999 р. в результаті його діяльності було розпочато проєкт «Тагле» в рамках якого в 1999–2005 рр.. близько 250 тисяч представників єврейської молоді безкоштовно відвідали Ізраїль з ознайомлювальною поїздкою.

### Приватне життя
Бейлін одружений, має двох дітей. Проживає в Тель-Авіві.

## Нагороди
За свою миротворчу діяльність Бейлін був нагороджений президентом Франції Орденом почесного легіону.